# روبرت هنتر (مجدف)
روبرت هنتر هو مجدف كندي، ولد في 27 مارس 1904 في Kaslo ‏ في كندا، وتوفي في 25 مارس 1950 في مقاطعة أورانج في الولايات المتحدة.

## وصلات خارجية
- روبرت هنتر على موقع الاتحاد الدولي للتجديف (الإنجليزية)
- روبرت هنتر على موقع اللجنة الأولمبية الدولية (الإنجليزية)
- روبرت هنتر على موقع أوليمبيديا (الإنجليزية)